# 溶剂解
溶剂解或称溶剂分解在化学中是一类由溶剂参与的亲核取代反应或消除反应 （主要是SN1）。反应物为手性分子时，溶剂解反应会得到外消旋体。有时立体化学过程会因紧密离子对而变得复杂，离去的阴离子留在碳正离子附近，屏蔽其他亲核试剂的进攻，该理论被用于解释SN1过程中发生的轻微构型反转。

## 类别
溶剂解可以依照溶剂类型的不同进行归类。溶剂为水时称作水解，同理还有醇解（醇）、甲醇解（甲醇）、乙酰解（乙酸酯/乙酸盐）、氨解（氨）和胺解（胺）等。糖酵解是一个名称类似的生物学术语，实际上并不属于溶剂解反应。

### 水解
尽管溶剂解是有机化学概念，但与有机物水解类似的反应在无机化学中也十分常见，如金属离子水合物的水解，氯化铝水解产生的质子使溶液呈酸性。
有机化学中，水解通常会将底物分解为两个碎片，例如酰胺水解变为羧酸和胺，酯水解变为醇和羧酸。

### 醇解
酯类、酰卤、酰胺等化合物与醇发生的溶剂解反应称为醇解，例如甘油三酯与甲醇或乙醇反应，分解为脂肪酸酯和甘油。酯的醇解反应也称为酯交换反应 。

### 氨解
氨解是指氨参与的溶剂解反应，广义上也能指代氨亲核进攻的反应。由于氨的沸点为−33 °C，因此很少用液氨作为溶剂使用。不过，由于氨易与水混溶，通常会选择氨水作为氨解的溶剂使用，这也被认为是溶剂解的一种特殊情况。由于氨的亲核性强于水，因此该反应通常是具有选择性的。